# Mariakani
Mariakani är en ort i Kenya.   Den ligger i länet Kwale, i den södra delen av landet, 400 km sydost om huvudstaden Nairobi. Mariakani ligger 205 meter över havet och antalet invånare är 12 786.
Terrängen runt Mariakani är huvudsakligen platt. Mariakani ligger uppe på en höjd. Runt Mariakani är det tätbefolkat, med 709 invånare per kvadratkilometer. Närmaste större samhälle är Miguneni, 17,3 km söder om Mariakani. Trakten runt Mariakani består i huvudsak av gräsmarker.